# Arthur Gostick Shorrock

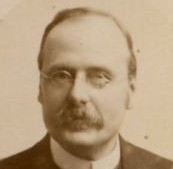
Arthur Gostick Shorrock (1861–1945)

Arthur Gostick Shorrock (chinesisch 邵涤源, Pinyin Shào Díyuán; * 1861 in Blackburn, England; † 13. Juni 1945 in Windsor, England) war ein englischer baptistischer Missionar in China, wo er 40 Jahre lang wirkte.

## Familie und Ausbildung
Shorrock wurde 1861 in Blackburn, Lancashire geboren. Über seine Jugend ist nur wenig bekannt. Er machte eine Ausbildung am Spurgeon's College in London und predigte in dieser Zeit schon an der Baptist Chapel in Wraysbury, wo er auch seine spätere Frau kennenlernte, Maud Doulton. Sie war eine Verwandte des Porzellanherstellers Henry Doulton und des Auktionärs William Thomas Buckland. Im Ruhestand sollte Shorrock wieder zu dieser Stelle zurückkehren.

## Missionsarbeit in China
1887 wurde Shorrock Mitglied der Baptist Missionary Society und wurde bald darauf ins Chinesische Kaiserreich entsandt. Seine erste Stellung war in Shandong. 1897 bereiste er zusammen mit Timothy Richard Britisch-Indien. Richard hoffte, in Indien Anregungen für die Missionsarbeit zu erwerben und war erfreut, einen „fähigen und ernsten“ Jungen Missionar als Reisegefährte zu haben. Auf dieser Reise besuchten sie Sri Lanka, Madras, Agra, Varanasi, Delhi, Mumbai und Kalkutta, wo Shorrock lebensgefährlich an der Cholera erkrankte.

### Shaanxi Baptist Mission
1892 gründete Shorrock zusammen mit Moir Duncan die Sianfu Mission, im heutigen Xi’an, Shaanxi. Shorrock übernahm die Verantwortung für die baptistische Missionsarbeit in Shaanxi und wurde Leiter des Shaanxi Bible College. Als 1898 Moir Duncan und seine Frau zum Heimaturlaub nach England gingen, ergriff man die Gelegenheit und ließ Maud Doulton, die zu dieser Zeit das Royal Holloway College besuchte, im Januar 1900 mit den Duncans ausreisen. Bis dahin war sie nur mit Shorrock verlobt. Bald nach der Ankunft in Shanghai heiratete sie Arthur und sie und die Duncans kehrten am 24. Mai 1900 nach Xi’an zurück. Nur sieben Wochen nach ihrer Ankunft, am 6. Juli, waren sie gezwungen, die Stadt vor dem Taiyuan-Massaker (Boxeraufstand) fluchtartig zu verlassen.
Nach zwei Jahren konnten sie zurückkehren und Maud übernahm Verantwortung für Frauenarbeit. 1914 wurde sie Leiterin der kirchlichen Girls' High School in Xi’an. 81 Missionare arbeiteten mit Shorrock bis zu seiner Rückkehr nach England.
Und zusammen mit chinesischen Mitarbeitern gründeten sie eine ganze Reihe von Kirchen, Schulen und Einrichtungen:

| Contributions of Baptist Missionaries in Shaanxi (1925) |                            |
| Institution                                             | Total                      |
| Kirchen                                                 | 125                        |
| Mitglieder                                              | 2584                       |
| Weiterführende Schulen                                  | 2 Jungen-; 2 Mädchen-      |
| Grundschulen (mit 6 bzw. 4 Klassenstufen)               | 49 Jungen-; 10 Mädchen-    |
| Kindergarten                                            | 1 Mädchen-                 |
| Bible school                                            | 1 für Männer; 1 für Frauen |
| Schülerzahl                                             | 1550                       |
| Krankenhäuser                                           | 2                          |

### Kampf gegen den Opium-Missbrauch
Shorrock war erschüttert über das Ergebnis des Opium-Handels. 1890 gehörte er zu den Gründungsmitgliedern des Permanent Committee for the Promotion of Anti-Opium Societies. Weitere Gründungsmitglieder waren John Glasgow Kerr MD, American Presbyterian Mission in Canton; Boudinot Currie Atterbury MD (APM) in Peking; Archdeacon Arthur Evans Moule, Church Missionary Society in Shanghai; Henry Whitney MD, American Board of Commissioners for foreign Missions in Fuzhou; Samuel Clarke, China Inland Mission in Guiyang und Griffith John, London Missionary Society in Hankou (Wuhan). Im gemeinsamen Bestreben, den Opiumschmuggel zu unterbinden, drängten sie Christen, in China öffentlich gegen den Opium-Handel aufzutreten.

### Xinhai-Revolution
Als die Xinhai-Revolution Shaanxi erreichte, wodurch acht Ausländer zu Tode kamen, wurde eine Evakuierung aller Missionare und Ausländer geplant. Der Missionar J C Keyte plante zusammen mit dem Entdecker Arthur de Carle Sowerby diese Aktion und bis auf wenige, konnten alle gerettet werden. Shorrock jedoch blieb mit seiner Frau und der Tochter Mary in Shaanxi. Er begründete dies wie folgt:
„Es wäre unchristlich und darüber hinaus töricht, wenn die Ärzte während dieser Entwicklungsstufe gehen würden. Ihre Hilfe wurde ernstlich in Anspruch genommen, und die Wertschätzung, die von Soldaten und Führern gezeigt wurde, war unmissverständlich. Wenn wir die Menschen in ihren äußersten Nöten verlassen, dann ist es unwahrscheinlich, dass sie uns viel Beachtung schenken in der Zukunft.“

### Anti-Christliche Bewegung
Shorrocks Arbeit in China wurde durch den Order of the Excellent Crop, Third Class belohnt, den er 1917 vom Präsident der Republik China verliehen bekam. Die Öffentlichkeit in China in den 1920ern war jedoch Missionaren, ausländischen Händlern, christlichen Schulen, Kirchen und Krankenhäusern gegenüber feindlich eingestellt. Sie wurden als „imperialistisch“ angesehen.
Arthur Shorrock unterstützte 1925 die Shensi Baptist Conference, indem er ein Buch veröffentlichte, in dem er argumentierte, dass Missionare keine Imperialisten seien. Er schrieb:
"Als die Anti-Christliche Bewegung auf ihrem Höhepunkt war, während der Weihnachtswoche, war unsere Antwort eine verstärkte Bemühung um "Gute Taten": Gefangene im Gefängnis besuchen, Waisen und Witwen, und jeden von ihnen mit einem kleinen Geschenk von Brot oder Kleidung oder anderen nützlichen Geschenken zu bedenken. Das wurde am Chinesischen Neujahr wiederholt, und so ziehen wir unseren Vorteil daraus, dass Christentum eher das Zeugnis des Lebens ist, dass sich durch Brüderlichkeit berühren lässt, anstatt einer Kraft, welche die Zeichen des "Imperialismus" bindet, oder andere "Ismen". Es ist ermutigend zu wissen, dass in diesem Jahr 21 getauft wurden – nicht so viele, wie wir gehofft hatte, aber in Anbetracht des Jahres, und aller seiner Gegnerschaft und Propaganda, ist das ein gutes Ergebnis.
Viele Missionare wurden in den folgenden Jahren gezwungen China zu verlassen. Die Baptist Missionary Society zog daraus die Lehre, dass sie gegenüber der politischen Situation verschiedener Missionsgebiete sensibler wurde.

### Evangelisationsmethoden
Shorrock beschreibt auch einige Evangelisationsmethoden:
"Unser Herr Jesus selbst, gab uns ein Beispiel des 'Predigens, Lehrens, Heilens' um das Wissen um Sein Königreich zu verbreiten und viele und verschiedenste Methoden waren es, die er benutzte um diese drei Handlungsprinzipien auszuführen... Um dies zu verwirklichen, finden wir bei Ihm Beispiele für die folgenden Methoden, wenigsten, um Menschen zu gewinnen:
- Reisen durch die Dörfer,
- Predigen in den Synagogen,
- Predigen vor den Volksmengen in den Städten,
- Sprechen mit Einzelnen,
- Häuser besuchen,
- Feste besuchen,
- Lehren durch Allegorien und Parabeln,
- Lehren in Zurückgezogenheit,
- fortwährendes Lehren in einer Gruppe,
- Heilung durch Gebet allein,
- Heilung durch Gebet und Heilmittel,
- Spontanheilung,
- Schrittweise Heilung,
- Aussendung von Evangelisten,

In allen diesen Methoden haben wir uns eingesetzt bis heute, zusätzlich haben wir durch Schriften Propaganda gemacht, worin wir uns sicher sind, dass unser Herr sie unterstützt, denn wie oft hat Er nicht selbst seine Hörer gefragt: "Habt ihr nie gelesen?""

## Rückkehr nach England

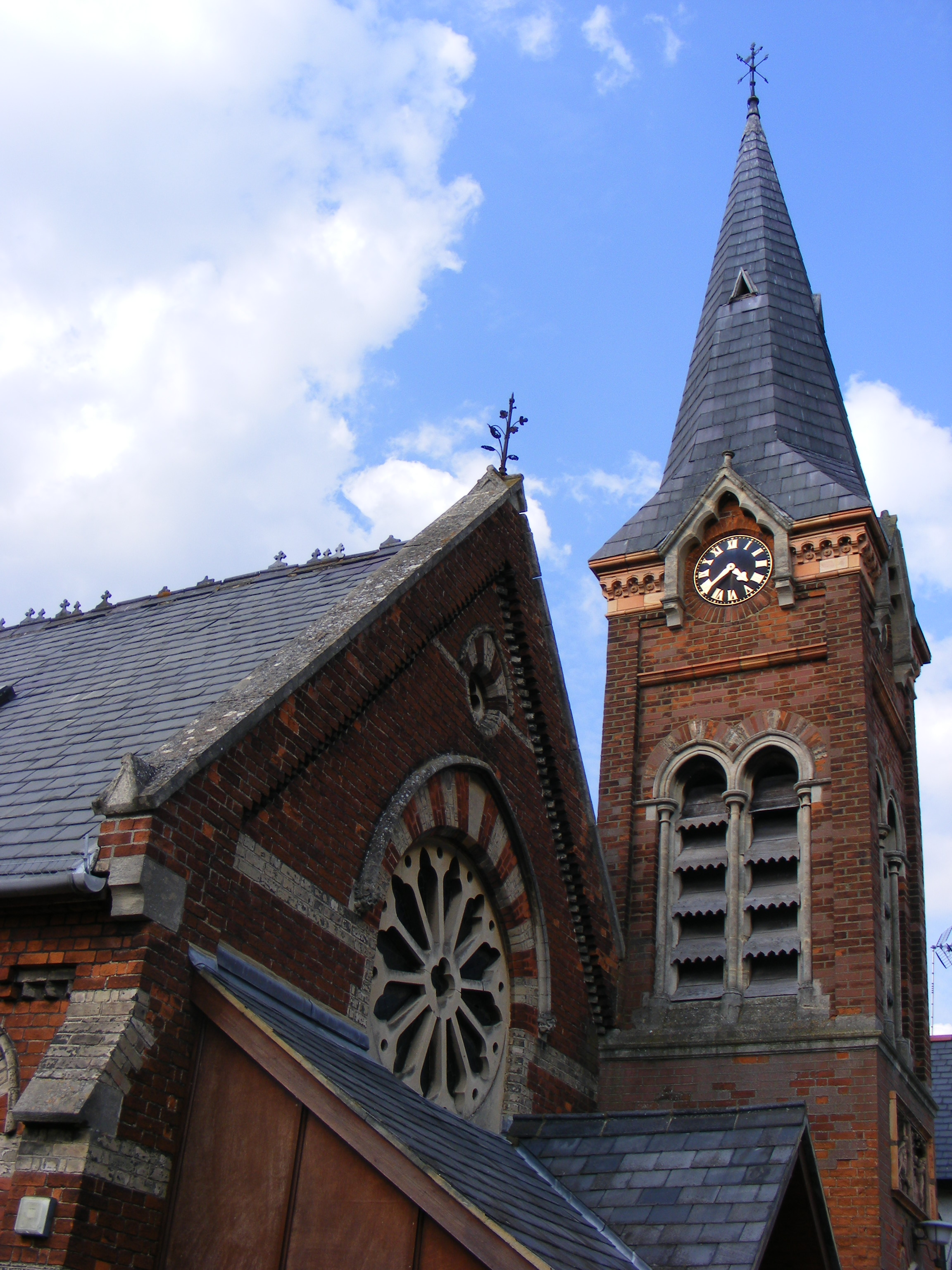
Baptist Chapel in Wraysbury

Während einer Belagerung der Europäer in Xi'anfu starb seine Frau Maude an Typhus am 25. September 1925. Nach seiner Pensionierung kehrte er nach Wraysbury zurück und wurde Prediger an der Wraysbury Baptist Chapel. Er starb am 13. Juni 1945 in Windsor im Alter von 83 Jahren. Er wurde zusammen mit seiner Frau auf dem Friedhof dort beigesetzt.